# Grafmonument van de familie Van der Aa
Het grafmonument van de familie Van der Aa is een monument op het kerkhof in de Nederlandse plaats Nieuwkuijk.

## Achtergrond
In het graf werden volgens opschrift de zusters Goverdina (1820-1883) en Antonetta (1828-1889) en hun broer Johannes van der Aa (1812-1901) begraven. De laatste werd in 1866 burgemeester van Nieuwkuijk. Baron van Voorst tot Voorst, commissaris der koningin van Noord-Brabant, noteerde na zijn bezoek aan Nieuwkuijk in 1898 dat de burgemeester begon te "verkindsen". Toch bleef Van der Aa aan tot zijn overlijden in 1901.
Het grafmonument is geplaatst op het kerkhof achter de 19e-eeuwse Johannes de Doperkerk in Nieuwkuijk. Hier zijn ook het grafmonument van de bezitters van Onsenoort en Nieuwkuijk en het grafmonument van J.M.A. Smolders te vinden. De kerk raakte tijdens de Tweede Wereldoorlog zwaar beschadigd en werd gesloopt. Op dezelfde plek werd in 1955 de Sint-Johannes Geboortekerk gebouwd. Het grafmonument van de familie Van der Aa wordt op ReliWiki toegeschreven aan beeldhouwer Michiel van Bokhoven. Wellicht maakte hij ook het gelijkende grafmonument van J.Th.M. van Heijst-Dickens in Bokhoven.

## Beschrijving
Het grafmonument bestaat uit een kalkstenen sculptuur van een vrouw. Zij is blootsvoets en gekleed in een lang, geplooid gewaad met kap op haar hoofd. Ze houdt haar rechterhand op haar hart en omvat met haar linkerarm een groot kruis dat tot op de grond reikt. Het beeld staat op een vierkante sokkel. Aan beide zijkanten daarvan is in reliëf een krans met strik gehangen. Aan de voorzijde is een draperie geplaatst met het opschrift 

BID VOOR DE ZIEL
VAN ZALIGER
GOVERDINA VAN DER AA
OVERLEDEN 27 JULI 1883
ANTONETTA JOHANNA VAN DER AA
OVERLEDEN 10 JULI 1889
E.A. HEER JOHANNES VAN DER AA
BURGEMEESTER
GEB 1812 OVERL 5 JULI 1901

## Waardering
Het grafmonument werd in 2001 als rijksmonument in het Monumentenregister opgenomen. "Het grafmonument is van algemeen belang. Het heeft cultuurhistorisch belang wegens typologie en als voorbeeld van de katholieke grafcultuur. Het is van architectuurhistorisch belang wegens ornamentiek, vormgeving en materiaalgebruik. Het is gaaf bewaard gebleven."